# بروک آندر لایتا
بروک آندر لایتا (به آلمانی: Bruck an der Leitha) یک شهر در اتریش است که در ناحیه بروک آن در لیتا واقع شده‌است. بروک آندر لایتا ۷٬۳۱۱ نفر جمعیت دارد.

## خواهرخوانده
شهر پریورنو خواهرخواندهٔ بروک آندر لایتا هست.